# Prostemmiulus lombardiae
Prostemmiulus lombardiae är en mångfotingart som beskrevs av Chamberlin 1922. Prostemmiulus lombardiae ingår i släktet Prostemmiulus och familjen Stemmiulidae. Inga underarter finns listade i Catalogue of Life.